# Stranger than Fiction (album de Bad Religion)
Pour les articles homonymes, voir Stranger than Fiction.
Albums de Bad Religion
Recipe for Hate
(1993) The Gray Race
(1996)
Stranger than Fiction est le 8e album de Bad Religion, sorti le 6 septembre 1994 chez Atlantic.

## Liste des morceaux
| No  | Titre                      | Durée |
| --- | -------------------------- | ----- |
| 1.  | Incomplete                 |       |
| 2.  | Leave Mine To Me           |       |
| 3.  | Stranger than Fiction      |       |
| 4.  | Tiny Voices                |       |
| 5.  | The Handshake              |       |
| 6.  | Better Off Dead            |       |
| 7.  | Infected                   |       |
| 8.  | Television                 |       |
| 9.  | Individual                 |       |
| 10. | Hooray For Me...           |       |
| 11. | Slumber                    |       |
| 12. | Marked                     |       |
| 13. | Inner Logic                |       |
| 14. | What It Is                 |       |
| 15. | 21st Century (Digital Boy) |       |
| 16. | News From The Front        |       |
| 17. | Markovian Process          |       |

## Composition du groupe pour l'enregistrement
- Greg Graffin, chant
- Brett Gurewitz, guitare
- Greg Hetson, guitare
- Jay Bentley, basse
- Bobby Shayer, batterie

On peut noter la participation de Tim Armstrong (Rancid) au chant sur le titre Television et de Jim Lindberg, chanteur de Pennywise sur les chœurs du titre "marked"